# Sølvskatten fra Duesminde
Sølvskatten fra Duesminde er et depotfund bestående af 50 sølvgenstande fra vikingetiden, som blev fundet i 2002 på en mark ved Duesminde tæt ved Vejleby på Lolland.
Fundet blev gjort af en amatørarkæologen Boje Bjarne Hansen med metaldetektor, og det består hovedsageligt af bæltespænder, rembeslag og hængesmykker med en samlet vægt på 1,3 kg. Blandt genstandene er også et fragment af en nøgle, som er brugt til kirkelige handlinger. De fleste af genstandene er fremstillet i Frankerriget mellem år 820 og 870 e.Kr. Ornamenteringen på nogle af genstandene viser dog, at de er fremstillet i Skandinavien 850-950. Skatten er sandsynligvis nedlagt i midten af 900-tallet. Den er særlig interessant, fordi den viser kontakt med Frankerriget, og man mener at dele af skatten er plyndret fra en kirke i Frankerriget. På et tidspunkt er skatten ramt af en plov. Det har spredt genstandene, så de lå på et område på omkring 10x15 m.
Der var tidligere fundet 23 sølvringe og en guldring nogenlunde samme sted.
Fundet blev i første omgang udstillet på Stiftsmuseet Maribo.